# Paul Weier
Paul Weier (né le 3 décembre 1934 à Elgg) est un cavalier suisse de saut d'obstacles.

## Carrière
Paul Weier est six fois champion de Suisse : 1959 avec Japhet, 1961 avec Aberdeen, 1964 avec Satan III, 1967 de nouveau avec Satan III, 1968 avec Junker et 1969 avec Wildfeuer.
Weier participe quatre fois aux Jeux olympiques d'été. En 1960, il prend part à l'épreuve individuelle. En 1964, il participe avec Satan III à l'épreuve individuelle et à l'épreuve par équipe. En 1968, avec Wildfeuer, il est sixième de l'épreuve par équipe. Quatre ans plus tard à Munich, il atteint la cinquième place sur Wulf avec l'équipe suisse.
Son épouse Monica Bachmann (de) participe également aux épreuves de 1968 et 1972.